# Régis Descott
Régis Descott, né en 1966 à Paris, est un écrivain français, auteur de roman policier.
Il est le fils du journaliste et écrivain Éric Deschodt.

## Publications
Il amorce sa carrière d'écrivain en 1998 avec la publication de L'Empire des illusions, un roman historique qui a pour héros Raphaël Langlois, un soldat de l'armée napoléonienne en déroute qui, de retour à Paris, tente de se refaire une vie quand il croise par hasard Eugène-François Vidocq, peu avant le débarquement de Napoléon Ier à Golfe-Juan.
Le roman suivant, Pavillon 38 (2004), est un thriller situé dans un hôpital psychiatrique à l'époque contemporaine.
Obscura (2008) mêle le genre policier et le récit historique précédemment abordés par l'auteur : en avril 1885, près d'Aix-en-Provence, des gendarmes découvrent dans une bastide une reconstitution du Déjeuner sur l’herbe d'Édouard Manet composée à l'aide de cadavres. Peu après, à Paris, le docteur Corbel, une jeune spécialiste de la syphilis et des maladies pulmonaires, voit sa vie bouleversée quand se présente un jour à son cabinet l'inquiétante Obscura, une prostituée échappée d'une maison close, dont la ressemblance est frappante avec le modèle qui posa pour l’Olympia, un nu peint par Manet en 1863, l'année même du Déjeuner sur l'herbe. Bientôt, tout laisse croire qu'Obscura pourrait être liée à l'affaire macabre d'Aix-en-Provence.

## Œuvre

### Romans
- L’Empire des illusions, Paris, Éditions Denoël, 1998, 267 p.  (ISBN 2-207-24691-4)
- Pavillon 38, Paris, Éditions JC Lattès, coll. « Suspense & cie », 2004, 325 p.  (ISBN 2-7096-2625-X)[2] ; réédition, Paris, Le Livre de poche no 37190, 2007, 412 p.  (ISBN 978-2-253-11614-1)
- Caïn et Adèle, Paris, Éditions JC Lattès, 2007, 327 p.  (ISBN 978-2-7096-2788-7) ; réédition, Paris, Le Livre de poche no 31137, 2008, 312 p.  (ISBN 978-2-253-12291-3)
- Obscura, Paris, Éditions JC Lattès, 2008, 397 p.  (ISBN 978-2-7096-3008-5)[3] ; réédition, Paris, Le Livre de poche no 31807, 2010, 473 p.  (ISBN 978-2-253-12848-9)
- L’Année du rat, Paris, Éditions JC Lattès, 2011, 379 p.  (ISBN 978-2-7096-3507-3)[4] ; réédition, Paris, Le Livre de poche no 32760, 2012, 377 p.  (ISBN 978-2-253-16240-7)
- Souviens-toi de m’oublier, Paris, Éditions JC Lattès, 2013, 243 p.  (ISBN 978-2-7096-4293-4)[5]
- L’Homme qui voulait cuire sa mère, écrit en collaboration avec Magali Bodon-Bruzel, Paris, Éditions Stock, 2015, 240 p.  (ISBN 978-2-234-07633-4)
- Les Variations fantômes, Paris, Éditions Jean-Claude Lattès, 2015, 300 p.  (ISBN 978-2-709-64744-1)
- Vacher l'éventreur, Grasset, 2016, 300 p.  (ISBN 978-2-246-80992-0)
- Topographie de la terreur, Éditions de l'Archipel, 2023